# Nicolas Remi Favart d'Herbigny
Pour les articles homonymes, voir Favart.
Nicolas Remi Favart d'Herbigny, né le 3 janvier 1735 à Reims, mort à Paris le 25 mai 1800, est un général de la Révolution et du Premier Empire français.

## États de service
Il entrait dans le corps du génie en 1756, il était à Port-Louis lorsque les Anglais assaillaient Belle-Isle en 1761 et dans ce cadre prit part à la défense de l'île. Il a servi ensuite plusieurs années aux Antilles et particulièrement à la Martinique. De retour en France en 1768, il participe à l'édification du fort de Château-Neuf commencé en 1777 ; il prend part en 1782 à l'expédition de Genève et à l'élaboration de parallèles en vue de la prise de la ville.
Nicolas Remi Favart d’Herbigny, commanda en 1792 la ville et le camp de Neuf-Brisach. Officier du corps du génie, il mit en état de défense les places fortes de l’Alsace. Il fut promu aux grades de général de brigade le 22 septembre 1794 et général de division le 9 avril 1795.
La rue Favart-d'Herbigny de Reims est en son honneur.

## Source
- Dupré, Extrait du Journal de débat, du 11 prairial An VIII de la République, nécrologie, imprimerie LeNormand.